# Sommer-OL 1944
Sommer-OL 1944, officielt Den trettende olympiades lege, skulle være afholdt i London i 1944, men blev aflyst på grund af 2. verdenskrig.